# 阿内拉
阿内拉（義大利語：Anela），是意大利萨萨里省的一个市镇。总面积36.96平方公里，人口712人，人口密度19.3人/平方公里（2009年）。ISTAT代码为090004。